# Doom (démo)
Pour les articles homonymes, voir Doom (homonymie).
 (novembre 2017).
Si vous disposez d'ouvrages ou d'articles de référence ou si vous connaissez des sites web de qualité traitant du thème abordé ici, merci de compléter l'article en donnant les références utiles à sa vérifiabilité et en les liant à la section « Notes et références ».
Albums de Job for a Cowboy
Demo 04
(2004) Genesis
(2007)
Doom est un EP et la première production officielle du groupe de death metal américain Job for a Cowboy, sorti en 2005 sur le label King of the Monsters Records, puis réédité sur le label principal, Metal Blade Records en 2006.
L'album est enregistré et mixé en mai 2005 au Blue Light Audio Media Studios à Phoenix (Arizona). Le tout est concrétisé par Joel Lauver de Burning Bridge Records en Indiana. La pochette est conçue par Johnny Davy, le chanteur.
Un clip vidéo est créé pour la chanson Entombment of a Machine dans laquelle un homme âgé est montré en train d'enterrer des machines dans le sol.
C'est la seule production de Job for a Cowboy à mettre en vedette leur fameux cri de « couinement de cochon ».

## Liste des titres
Toutes les chansons sont écrites et composées par Job for a Cowboy.
| 1.    | Catharsis for the Buried (Intro)                     | 0:56 |
| 2.    | Entombment of a Machine                              | 4:08 |
| 3.    | Relinquished                                         | 4:49 |
| 4.    | Knee Deep                                            | 4:30 |
| 5.    | The Rising Tide                                      | 4:45 |
| 6.    | Suspended by the Throat                              | 4:15 |
|       | 'Titre bonus - Réédition 2006' (Metal Blade Records) |      |
| 7.    | Entities (Demo '05)                                  | 3:58 |
| 27:21 |                                                      |      |

Note
- Entities (Demo '05), la 7e piste, est un morceau caché de l'édition standard internationale et n'apparaissant pas sur l'édition initiale américaine parue en novembre[7].

## Crédits
| - Jonny Davy : chant - Andrew Arcurio : guitare - Ravi Bhadriraju : guitare - Brent Riggs : basse - Elliott Sellers : batterie | - Production, enregistrement, mixage : Cory Spotts - Mastering : Joel Lauver - Artwork : Jonny Davy |